# تیلنی آل سینتس
تیلنی آل سینتس (به انگلیسی: Tilney All Saints) یک روستا و محله مدنی در بریتانیا است که در کینگز لین و نورفک غرب واقع شده‌است. تیلنی آل سینتس ۱۱٫۵۶ کیلومتر مربع مساحت و ۵۷۳ نفر جمعیت دارد.